# Ганбаагийн Хэрлэнмурэн
Ганбаагийн Хэрлэнмурэн (монг. Ганбаагийн Хэрлэнмөрөн; 3 июля 2000) — монгольская шашистка (международные шашки и шашки-64).
Бронзовый призёр Кубка Азии по шашкам-64 (2016, женщины, блиц), VI Международных спортивных игр «Дети Азии» (2016, девушки, международные шашки)
Победитель чемпионата Монголии 2019 года, серебряный призёр (2013 2016), бронзовый призёр (2015)
Победительница Children Sports Games Mongolia (2015)
FMJD-Id: 17809